# Ibn-i Kemal
Ibn-i Kemal (* 1468; † 16. April 1534; auch mit persischem Patronymikon Kemal-Paşa-zâde genannt, beides auf Deutsch „Sohn des Kemal-Pascha“; eigentlicher Name Şemseddin Ahmed Efendi) war ein osmanischer Gelehrter und Historiograph. Er verfasste eine mehrbändige „Geschichte des Hauses Osman“ (Tevârîh-i Âl-i Osmân), von der erst ein Teil als Übersetzung vorliegt.

## Leben
Der Vater Ibn-i Kemals war Süleyman Bey. Überlieferungen zufolge war dieser muhafız (Garnisonskommandant) von Amasya und sancak beyi (Statthalter) von Tokat. Seine Mutter war die Schwester eines Heeresrichters (kazı'asker) unter Mehmed II. Ibn-i Kemal begann zunächst als Sipahi, wandte sich dann der islamischen Rechtswissenschaft zu.
Ibn-i Kemal war Şeyhülislam (Osmanisch: شيخ الإسلام) von 1515 bis 1533. Sein verehrter Lehrer war der Professor an der Muradiye zu Bursa, Lutfullah Sinan Efendi, genannt Mevlâna Lutfi-i Divane (dt. „Seine Eminenz Lutfi der Närrische“, wegen seines scharfen kritischen Witzes), der einer Kollegen-Intrige zum Opfer fiel. Ein Rechtsgutachten (Fatwa, arabisch فتوى) seines Feindes, des Mufti (arabisch المفتي, مفت) Hatibzade Ibrahim, führte 1494 zur Verurteilung und Hinrichtung. Ibn-i Kemal hat dieses Ereignis (aus Pietät, wie Kreutel annimmt) in seiner Chronik nicht vermerkt. Angeregt zu diesem Werk wurde er von Mevlâna Abdurrahman Çelebi (1456–1516), genannt Mü'eyyedzade, einem Gelehrten und Heeresrichter (kazı'asker) von Anatolien unter Bayezid II. und Selim I. Ibn-i Kemal gilt bei Literaturhistorikern als bedeutender Chronist und Experte des hochliterarischen, von persischen Schriften beeinflussten Schreibstils am Hof des Sultans. Bei den von ihm für sein Werk verwendeten älteren Chroniken, wie z. B. der des Oruç, hat er den schlichten Stil seiner Vorlagen virtuos verbessert.
Ibn-i Kemal ist in Istanbul auf dem Märtyrer-Friedhof Edirnekapı şehitlığı, im Teil Necatibey mezarlığı begraben. Edirnekapı ist das Tor der Straße nach Edirne/Adrianopel in der Großen Stadtmauer von Konstantinopel.